# Klement Gottwald
Pour les articles homonymes, voir Gottwald.
Klement Gottwald, né le 23 novembre 1896 à Dědice, ou bien Vyškov ou encore Hoštice-Heroltice et mort le 14 mars 1953 à Prague, est un homme d'État tchécoslovaque, premier président de la Tchécoslovaquie communiste, du 14 juin 1948 à sa mort, le 14 mars 1953. Il est décédé peu après les obsèques de Staline.

## Biographie

### Jeunesse
Klement Gottwald est le fils illégitime d'une paysanne pauvre. Avant la Première Guerre mondiale, il fait son apprentissage de menuisier à Vienne, où il est actif dans le mouvement local d’éducation physique de la classe ouvrière et parmi les jeunes sociaux-démocrates. Entre 1915 et 1918, il sert comme soldat dans l'armée de terre austro-hongroise, dont il déserte en 1918. À partir du 28 octobre 1918, il fait un service militaire de deux ans dans l'armée tchécoslovaque.

### Avant la Seconde Guerre mondiale
Il est en avril 1921 l'un des fondateurs du Parti communiste tchécoslovaque, dont il rejoignit le comité central en 1925. Au sein de celui-ci, il se charge de la propagande. De 1926 à 1929, il a été actif au secrétariat du PC à Prague et a constamment défendu la politique du Komintern auprès des dirigeants de l'époque. Député (1929-1948), il occupe également les fonctions de secrétaire général du Parti et de secrétaire du Komintern (1935-1943).

### Durant la Seconde Guerre mondiale
À la suite de l’interdiction du Parti communiste tchécoslovaque, il émigre à Moscou en novembre 1939 d'où il soutient la politique de non-agression du pacte germano-soviétique. En 1941, la guerre ayant éclaté entre l'Allemagne nazie et la Russie soviétique, il prend la tête de la Résistance communiste contre l'occupant nazi de son pays. En novembre 1943, Gottwald finalise un accord avec le président en exil, Edvard Beneš, pour l'unification des différents mouvements de résistance tchécoslovaques, accord signé en décembre qui octroie une place privilégiée aux communistes.

### Après la Seconde Guerre mondiale
Il rentre à Prague le 10 mai 1945 et occupe les fonctions de président du Parti communiste (1945-1953), vice-Premier ministre (1945-1946), puis Premier ministre (1946-1948) de la « Troisième République tchécoslovaque ». Il est le principal organisateur du Coup de Prague de février 1948 qui écarte les forces démocratiques du pouvoir.

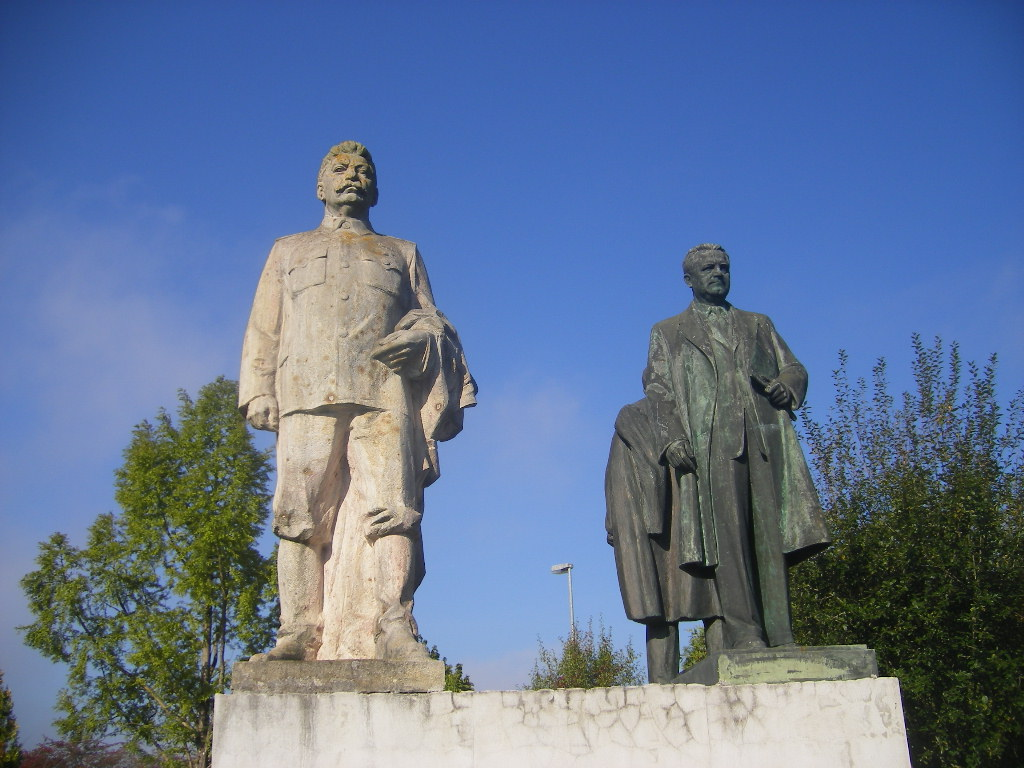
Monument représentant Joseph Staline et Klement Gottwald à Gundelfingen, Bavière, Allemagne.

À la suite de la démission de Beneš, qui refuse de signer la constitution « communiste » du 9 mai 1948, Gottwald est élu président de la « République populaire tchécoslovaque », le 14 juin 1948, par une Chambre issue des élections de juin 1948, tenues sous le régime de listes uniques sans opposition légale qui donnent officiellement 90 % des voix au PCT.
Commencent alors la collectivisation de l'agriculture et la nationalisation de l'industrie. La répression s'abat sur les opposants et les membres de l'élite démocratique du pays, comme Milada Horáková, condamnée à la pendaison en 1950 et à laquelle il refuse la grâce présidentielle. En 1952, il organise les procès de Prague et envoie à la potence onze dirigeants du PCT, dont l'ex-secrétaire général Rudolf Slánský. La plupart des condamnés étaient juifs.
Selon l'historien František Hanzlík, la pression du pouvoir soviétique et la peur de Staline conduisirent Klement Gottwald à devenir complètement dépendant à l'alcool en quelques années. Le fait que le dirigeant tchécoslovaque ait refusé l'aide militaire soviétique en février 1948 et que la Tchécoslovaquie, hormis la Bulgarie, soit le seul pays du bloc de l'Est sans présence de troupes soviétiques aggravait cette défiance vis-à-vis de Gottwald. Des témoins décrivent ainsi que lorsque le ministre de la Défense Alexej Čepička avait besoin de sa signature pour une décision épineuse, il emportait toujours une bouteille de cognac ou de vodka avec lui. Dans leur ouvrage Alexej Čepička, l'éminence grise du régime rouge (2009), les historiens Jiří Pernes, Jaroslav Pospíšil et Antonín Lukáš avancent ainsi que Gottwald lui-même n'avait déjà plus aucune influence sur les personnes qui se sont alors retrouvées en prison et sur celles qui sont restées en liberté.

### Mort et postérité

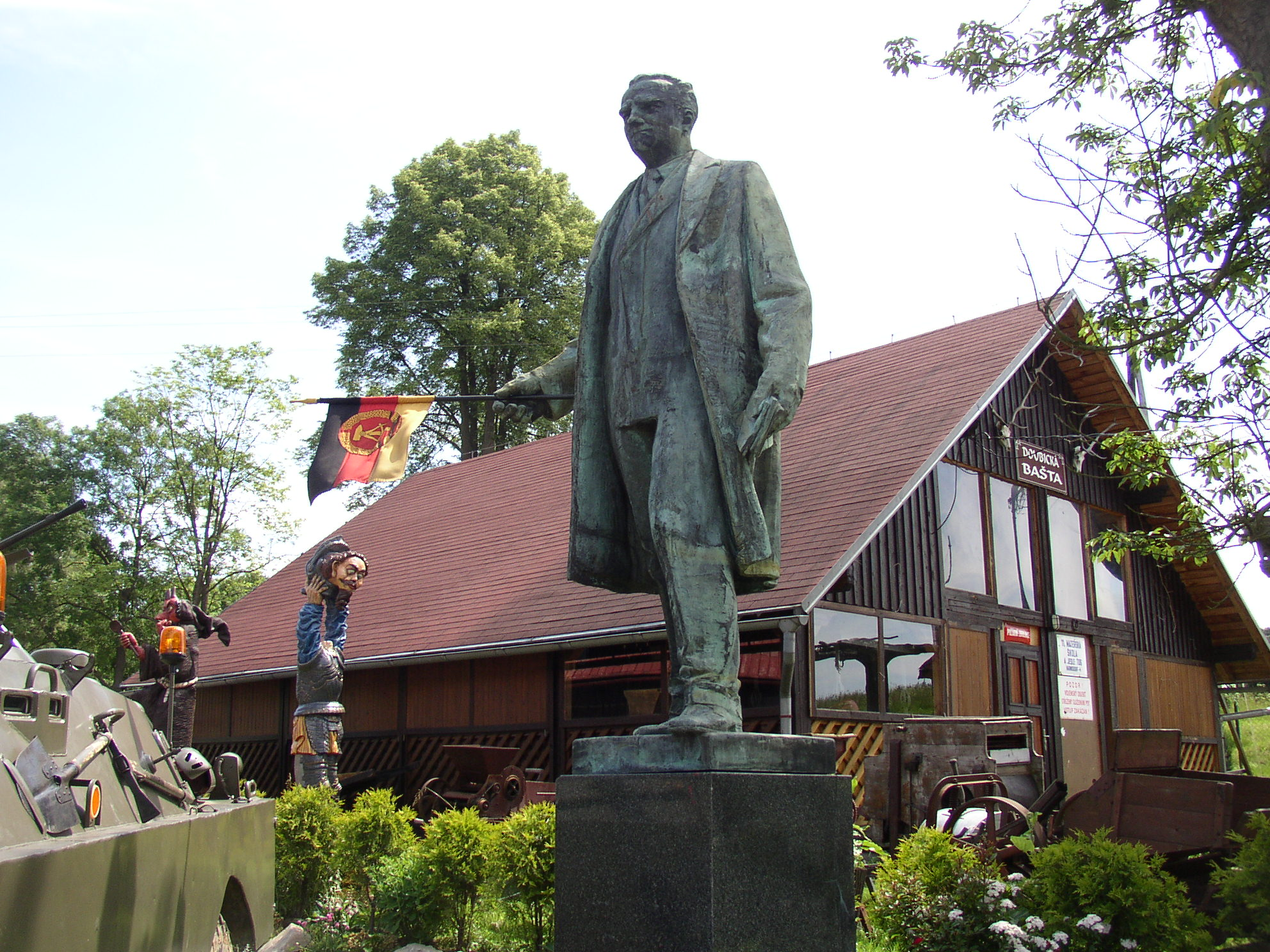
Klement Gottwald : monument à Doubice, district de Děčín.

Klement Gottwald souffrait de syphilis depuis son jeune âge. Il avait longtemps gardé ce secret qui avait été découvert pour la première fois par des médecins soviétiques lorsque Gottwald avait eu une crise cardiaque en 1944 et qu'un traitement dans un hôpital du Kremlin avait détecté les conséquences de cette syphilis non traitée.
Le 11 mars 1953, le président revient par avion de l'enterrement de Joseph Staline et se plaint au Premier ministre Antonín Zápotocký qu'il ne se sent pas bien. Il pense à une grippe mais cet alcoolisme et sa syphilis ont probablement joué un rôle dans l'anévrisme de l'aorte, des suites duquel il décède le 14 mars. Sa femme meurt le 28 octobre suivant.
Son corps est alors embaumé, comme pour Lénine sur la Place Rouge à Moscou, et exposé dans un mausolée au mémorial national de Vítkov. En 1962, son corps est cependant incinéré et ses cendres replacées dans le mémorial où elles demeurent jusqu'en 1990, date à laquelle elles sont enterrées dans un cimetière.
Il est remplacé dans ses fonctions par Antonín Zápotocký, qui lui avait déjà succédé comme Premier ministre.
À l'instar de ce qui s'est fait pour Stalingrad en URSS, la ville de Zlín est dénommée Gottwaldov en son honneur en 1948. En 1990, elle est débaptisée et retrouve son nom initial. De même, la rue de Brandebourg, à Potsdam, a été baptisée Klement-Gottwald-Straße à l'occasion de la « Semaine de l’amitié germano-tchécoslovaque » en 1955 ; elle reprit son nom d'origine en janvier 1990.